# Jack Nicholson

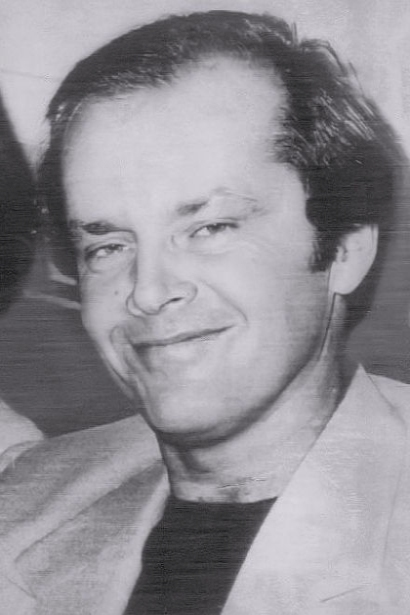
Jack Nicholson v roce 1976

John Joseph Nicholson, známější jako Jack Nicholson, (* 22. dubna 1937 Neptune City, New Jersey) je americký herec, filmový režisér, producent a scenárista. Je trojnásobným držitelem ceny Americké filmové akademie Oscar a sedminásobným držitelem Zlatého glóbu. Patří mu prvenství v počtu nominací na Oskara v historii této ceny, nominován byl celkem 12krát.
Známým se stal v roce 1969, kdy ztvárnil jednu z hlavních rolí ve filmu Bezstarostná jízda (Easy Rider). Po tomto úspěchu sehrál svou první hlavní roli ve filmu Malé životní etudy (Five Easy Pieces, 1970) režiséra Boba Rafelsona.
Oscara získal v kategorii nejlepší herec v hlavní roli za filmy Přelet nad kukaččím hnízdem (1976) a Lepší už to nebude (1998) a v kategorii nejlepší herec ve vedlejší roli ve filmu Cena za něžnost (1984). Do češtiny jej nejčastěji dabuje Alois Švehlík, před ním to byl Boris Rösner.

## Filmografie
| Rok  | Film                                | Role                                 | Poznámky                |
| ---- | ----------------------------------- | ------------------------------------ | ----------------------- |
| 1958 | The Cry Baby Killer                 | Jimmy Wallace                        |                         |
| 1960 | Too Soon to Love                    | Buddy                                |                         |
| 1960 | Divoká jízda                        | Johnny Varron                        |                         |
| 1960 | Malý krámek hrůz                    | Wilbur Force                         |                         |
| 1960 | Studs Lonigan                       | Weary Reilly                         |                         |
| 1962 | The Broken Land                     | Will Brocious                        |                         |
| 1963 | Terror                              | Andre Duvaler                        | také režie              |
| 1963 | Havran                              | Rexford Bedlo                        |                         |
| 1964 | Flight to Fury                      | Jay Wickham                          |                         |
| 1964 | Ensign Pulver                       | Dolan                                |                         |
| 1964 | Back Door to Hell                   | Burnett                              |                         |
| 1965 | Jízda v bouři                       | Wes                                  |                         |
| 1966 | The Shooting                        | Billy Spear                          |                         |
| 1967 | Masakr na den sv. Valentýna         | Gino, zabiják                        | není uveden v titulcích |
| 1967 | Povstání rebelů                     | básník                               |                         |
| 1968 | Podlomená vůle                      | Stoney                               |                         |
| 1968 | Hlava                               | sám sebe                             |                         |
| 1969 | Bezstarostná jízda                  | George Hanson                        |                         |
| 1970 | Za jasného dne můžete vidět na věky | Tad Pringle                          |                         |
| 1970 | The Rebel Rousers                   | Bunny                                |                         |
| 1970 | Malé životní etudy                  | Robert Eroica Dupea                  |                         |
| 1971 | Tělesné vztahy                      | Jonathan Fuerst                      |                         |
| 1971 | Bezpečné místo                      | Mitch                                |                         |
| 1971 | Drive, He Said                      |                                      | režie                   |
| 1972 | The King of Marvin Gardens          | David Staebler                       |                         |
| 1973 | Poslední eskorta                    | Billy "Bad Ass" Buddusky             |                         |
| 1974 | Čínská čtvrť                        | J.J. 'Jake' Gittes                   |                         |
| 1975 | The Fortune                         | Oscar Sullivan aka Oscar Dix         |                         |
| 1975 | Přelet nad kukaččím hnízdem         | Randall Patrick McMurphy             |                         |
| 1975 | Povolání: Reportér                  | David Locke                          |                         |
| 1975 | Tommy                               | specialista                          |                         |
| 1976 | Zastavení na Missouri               | Tom Logan                            |                         |
| 1976 | Poslední magnát                     | Brimmer                              |                         |
| 1978 | Utečeme na jih                      | Henry Lloyd Moon                     | také režie              |
| 1980 | Osvícení                            | Jack Torrance                        |                         |
| 1981 | Pošťák zvoní vždy dvakrát           | Frank Chambers                       |                         |
| 1981 | Ragtime                             | pirát na pláži                       | neuveden v titulcích    |
| 1981 | Rudí                                | Eugene O'Neill                       |                         |
| 1982 | Hranice                             | Charlie Smith                        |                         |
| 1983 | Cena za něžnost                     | Garrett Breedlove                    |                         |
| 1984 | Terror in the Aisles                |                                      | archival footage        |
| 1985 | Čest rodiny Prizziů                 | Charley Partanna                     |                         |
| 1986 | Hořkost                             | Mark Forman                          |                         |
| 1987 | Čarodějky z Eastwicku               | Daryl Van Horne                      |                         |
| 1987 | Vysíláme zprávy                     | Bill Rorich                          |                         |
| 1987 | Jako nepoddajný plevel              | Francis Phelan                       |                         |
| 1989 | Batman                              | Jack Napier / Joker                  |                         |
| 1990 | Dva Jakeové                         | J.J. 'Jake' Gittes                   | také režie              |
| 1992 | Když má muž problémy                | Eugene Earl Axline, také Harry Bliss |                         |
| 1992 | Pár správných chlapů                | Col. Nathan R. Jessep                |                         |
| 1992 | Hoffa                               | James R. 'Jimmy' Hoffa               |                         |
| 1994 | Vlk                                 | Will Randall                         |                         |
| 1995 | Křižovatka smrti                    | Freddy Gale                          |                         |
| 1996 | Krev a víno                         | Alex Gates                           |                         |
| 1996 | Večernice                           | Garrett Breedlove                    |                         |
| 1996 | Mars útočí!                         | prezident James Dale / Art Land      |                         |
| 1997 | Lepší už to nebude                  | Melvin Udall                         |                         |
| 2001 | Přísaha                             | Jerry Black                          |                         |
| 2002 | O Schmidtovi                        | Warren R. Schmidt                    |                         |
| 2003 | Kurs sebeovládání                   | Dr. Buddy Rydell                     |                         |
| 2003 | Lepší pozdě nežli později           | Harry Sanborn                        |                         |
| 2006 | Skrytá identita                     | Francis 'Frank' Costello             |                         |
| 2007 | Než si pro nás přijde               | Edward Cole                          |                         |
| 2010 | I'm Still Here                      | sám sebe                             |                         |
| 2010 | Poznáš, až to přijde?               | Charles                              |                         |